# 奥托·桑德
奥托·桑德（德語：Otto Sander，1941年6月30日—2013年9月12日）是德国的电影、戏剧演员以及配音员。其最知名的电影角色是溫·韋德斯电影《柏林蒼穹下》以及续作《Faraway, So Close!》中所饰演的天使Cassiel一角，以及沃尔夫冈·彼得森电影《從海底出擊》中一艘U型潜艇的指挥官  。此外，因桑徳的声线温暖、强壮，他也赢得了“The Voice”的美誉，1990年代在许多电视纪录片、有声读物中都担任旁白的职务。